# Formuła 1

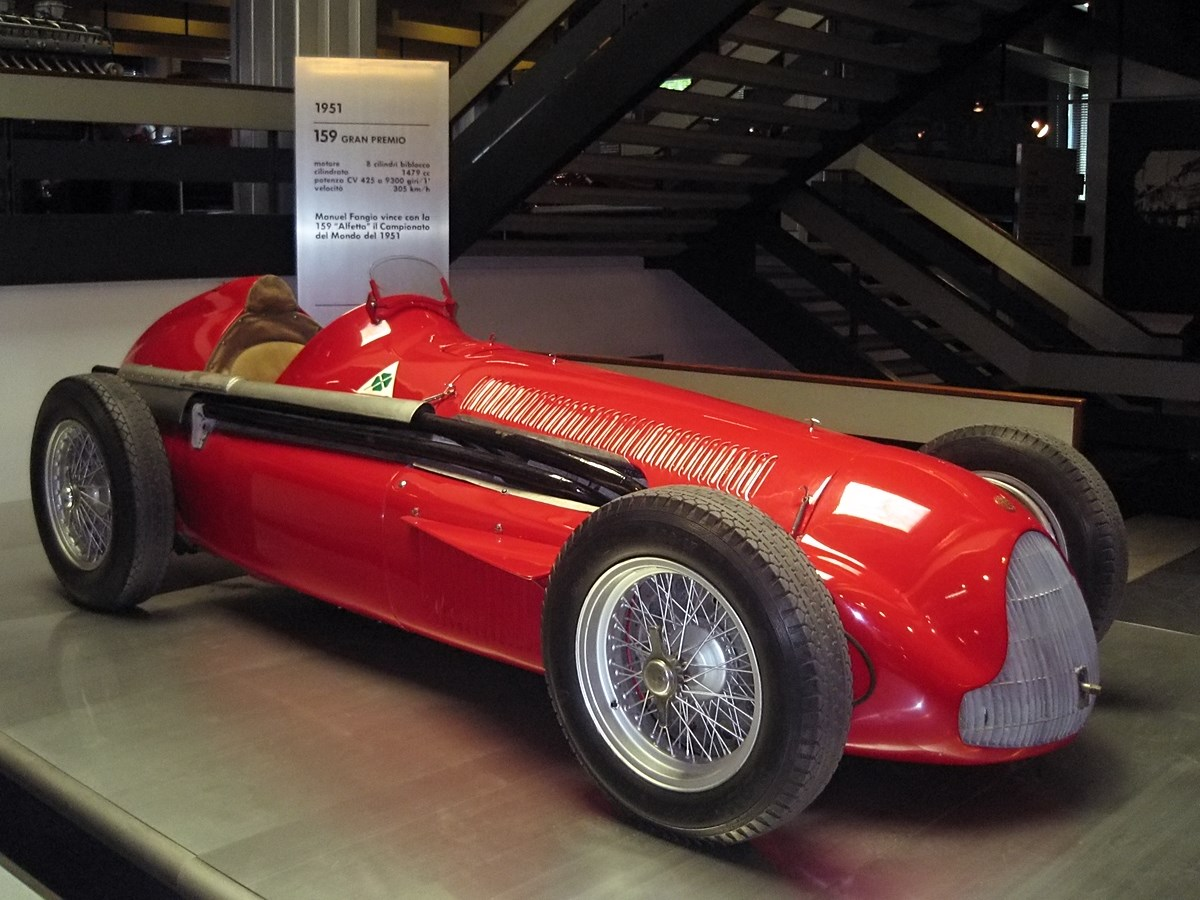
Mistrzowska w sezonie 1951 Alfa Romeo 159

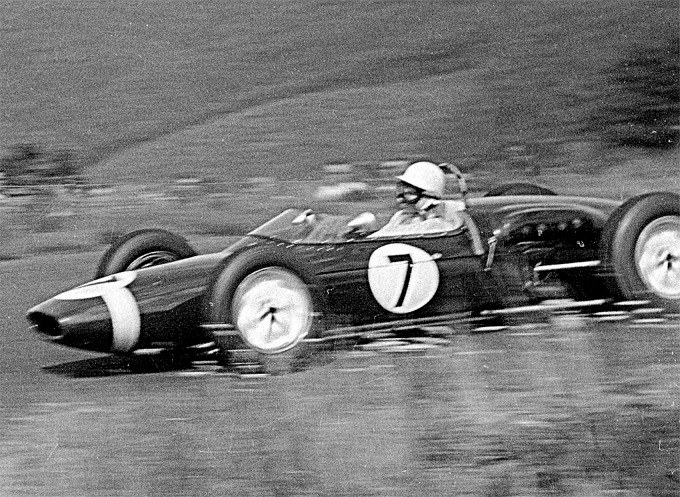
Stirling Moss na Nürburgringu w 1961

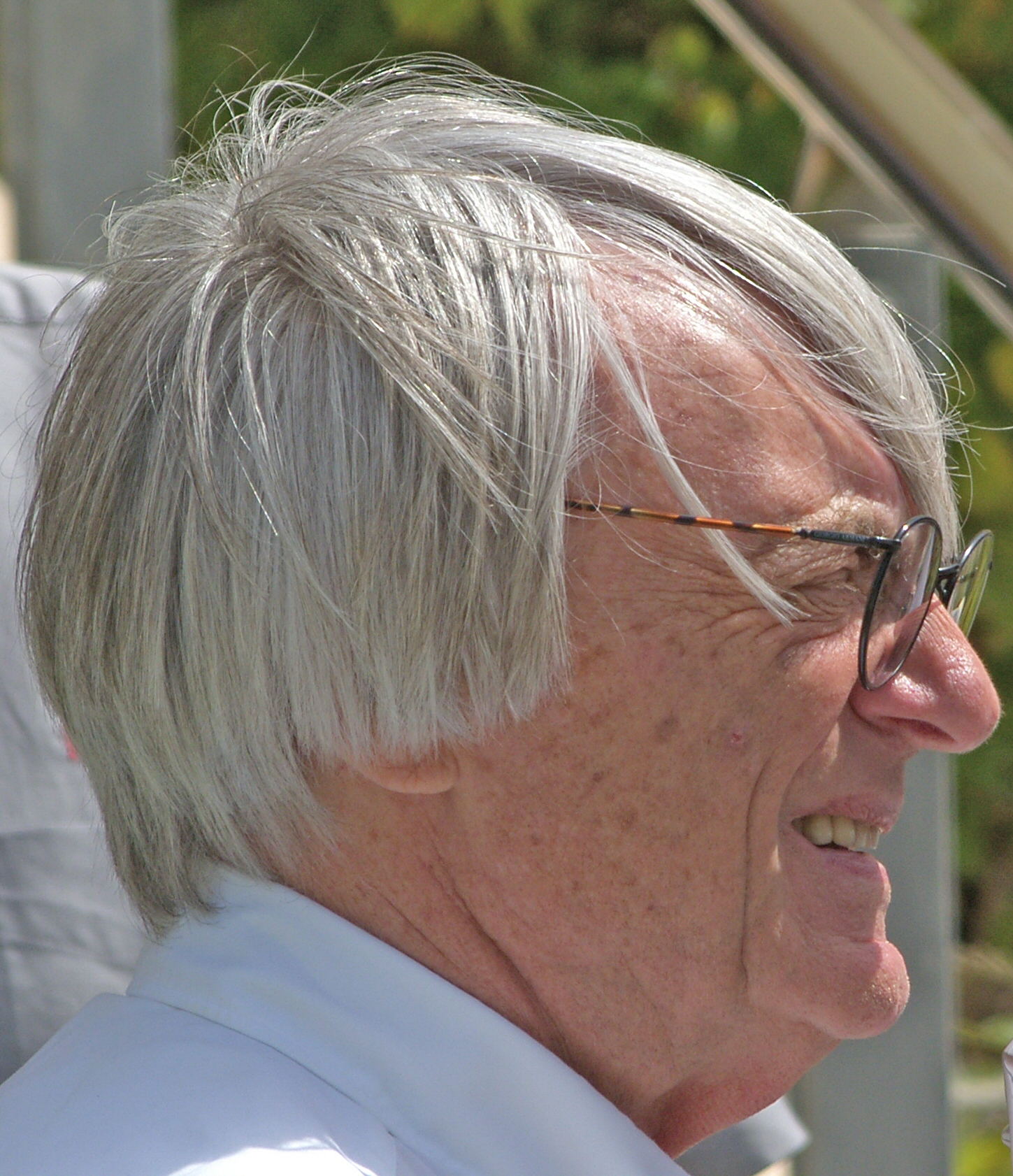
Bernie Ecclestone – Były Prezydent Formula One Administration

Formuła 1 (inaczej Mistrzostwa Świata Formuły 1, oficjalny skrót F1) – przeprowadzany regularnie (corocznie) od 1950 roku cykl najbardziej prestiżowych międzynarodowych wyścigów samochodowych, znany również jako wyścigi Grand Prix, a jednocześnie klasa biorących w nich udział jednomiejscowych samochodów wyścigowych o otwartym nadwoziu. Dyscyplina sportu zapoczątkowana w Europie, obecnie o zasięgu globalnym, organizowana w Europie, Ameryce Południowej, Ameryce Północnej, Azji i Australii. Podczas danego sezonu odbywa się od kilkunastu do dwudziestu kilku wyścigów, poszczególnych grand prix, na wydzielonych torach ulicznych i na specjalnie stworzonych do tego celu torach zamkniętych.
Zasady Formuły 1 regulowane są przez Fédération Internationale de l’Automobile (FIA), której prezesem jest Mohammed Bin Sulayem. Za strony finansową i medialną Formuły 1 odpowiedzialna jest Liberty Media, której przedstawicielami są Chase Carey, Ross Brawn i Sean Bratches.

## Historia

### Początek wyścigów (1950–1958)
Pierwszym Mistrzem Świata Formuły 1 był Włoch Giuseppe Farina z zespołu Alfa Romeo w 1950 roku. Farina miał wówczas 3 pkt przewagi nad argentyńskim partnerem z zespołu Juanem Manuelem Fangio, który zdobył tytuł w sezonach 1951, 1954, 1955, 1956 oraz 1957. Jego pasmo sukcesów było przerwane przez dwukrotnego mistrza świata Alberto Ascariego z Ferrari.
Ten okres był zdominowany przez zespoły fabryczne – Alfę Romeo, Ferrari, Mercedesa i Maserati – cała czwórka współzawodniczyła jeszcze przed II wojną światową. W pierwszych sezonach używano przedwojennych samochodów takich jak Alfa Romeo 158. Wyposażone były w wąskie bieżnikowane opony i montowane z przodu silniki: 1,5-litrowe turbodoładowane lub 4,5-litrowe bez doładowania. Sezony 1952 i 1953 były rozgrywane według specyfikacji Formuły 2, używano silników bez turbodoładowania o pojemności 2 litrów, lub 1,5-litrowych silników z turbodoładowaniem. W 1954 wprowadzono nowe przepisy, pojemność silników ograniczono do 2,5 litra, Mercedes-Benz wprowadził model W196, który miał wiele innowacyjnych rozwiązań. Mercedes wygrał klasyfikacje kierowców w sezonach 1954 i 1955, przed wycofaniem się ze sportu po wypadku w 24h Le Mans w 1955 roku.

### Zespoły garażowe (1959–1980)
Pierwszą ważną technologiczną zmianą było umieszczenie silnika za kierowcą, przez zespół Cooper. Rozwiązanie to było stosowane przez ten zespół w Formule 3, w latach pięćdziesiątych. Australijczyk Jack Brabham, i jego tytuły mistrza świata w sezonach 1959, 1960 i 1966, udowodniły przewagę tego rozwiązania. W sezonie 1961, wszystkie regularnie startujące zespoły zaczęły stosować takie rozwiązanie.
Pierwszym brytyjskim mistrzem świata był Mike Hawthorn, zdobył on tytuł jeżdżąc Ferrari w sezonie 1958. Niemniej jednak po tym, jak Colin Chapman dołączył do F1 jako konstruktor płyt podłogowych i później jako założyciel Team Lotus, brytyjskie, zielone bolidy zaczęły dominować przez następną dekadę.
W sezonie 1962, Lotus wprowadził samochód ze skorupową karoserią, stworzoną z aluminiowej blachy. To rozwiązanie okazało się największą zmianą od wprowadzenia silników montowanych z tyłu samochodu. W sezonie 1968, Lotus wprowadził malowanie Imperial Tobacco, w ten sposób wprowadzono sponsoring do Formuły 1.
Docisk aerodynamiczny powoli zyskiwał znaczenie w konstrukcjach samochodów od pojawienia się profilu lotniczego w późnych latach sześćdziesiątych. W późnych latach 70. Lotus zastosował efekt przypowierzchniowy, który zapewnił ogromny docisk i bardzo zwiększył prędkości w zakrętach.

### Późniejsze lata
W latach 80. zapoczątkowana została era silników z turbodoładowaniem, które osiągały moc ponad 1000 koni mechanicznych (735,5 kW). Były to pojazdy o największej mocy jakie kiedykolwiek uczestniczyły w tych wyścigach.
W latach 80. zaczęto stosować wiele usprawnień, które konstruowane były z myślą, aby zapewnić kierowcom łatwiejsze prowadzenie pojazdów. Te usprawnienia to m.in.: aktywne zawieszenie, automatyczne skrzynie biegów, sterowanie wszystkimi czterema kołami i system kontroli trakcji. Niektóre z tych usprawnień były zaczerpnięte ze zwykłych samochodów ulicznych, ale inne, np. aktywne zawieszenie czy hamulce tarczowe, były specjalnie zaprojektowane dla Formuły 1, a potem znalazły zastosowanie w samochodach ulicznych.
W sezonie 1994 dokonano dużej zmiany regulaminowej – zakazano stosowania systemów, które pomagały kierowcom w prowadzeniu samochodów. Nielegalne stało się używanie m.in. kontroli trakcji, ABS-u czy aktywnego zawieszenia. Sezon ten zapisał się również jednym z najtragiczniejszych weekendów wyścigowych w historii, kiedy podczas Grand Prix San Marino doszło do śmiertelnych wypadków Rolanda Ratzenbergera i Ayrtona Senny. Od tego czasu Formuła 1 zaczęła kłaść duży nacisk na zwiększenie bezpieczeństwa kierowców.
W latach 2000–2004 stawkę dominowało Ferrari wraz ze swoim kierowcą, Michaelem Schumacherem, który w tym okresie zdobył 5 tytułów Mistrza Świata, a także wyśrubował wiele rekordów.
W sezonie 2007 walkę o mistrzostwo stoczyły zespoły McLaren i Ferrari. Pierwszy z nich został zdyskwalifikowany w klasyfikacji konstruktorów w wyniku afery szpiegowskiej. Alonso i debiutujący Hamilton wydawali się jednak głównymi kandydatami do tytułu. Decydującym wyścigiem było ostatnie w sezonie Grand Prix Brazylii. Niespodziewanie nowym Mistrzem Świata został Kimi Räikkönen z Ferrari, który 2 wyścigi przed końcem sezonu tracił do lidera 17 punktów.
W sezonie 2008 największe znaczenie odgrywały trzy zespoły: Ferrari, McLaren i BMW Sauber, również w takiej kolejności prezentowała się pierwsza trójka klasyfikacji konstruktorów. W 59. sezonie F1 triumf odniósł Lewis Hamilton, który w końcowej klasyfikacji o punkt wyprzedził Felipe Massę. Czwarte miejsce wywalczył Polak, Robert Kubica, który zrównał się punktami z Räikkönenem, ale Kimi wygrał więcej wyścigów i to on zdobył trzecie miejsce. Do rywalizacji przystąpiło 22 kierowców w 11 zespołach, jednak po GP Hiszpanii z rywalizacji wycofał się zespół Super Aguri. W trakcie sezonu odbyło się 18 Grand Prix w 17 państwach.

### Zmiany na sezony 2009, 2010 i 2011
Rewolucyjne zmiany, jakie zostały wprowadzone na sezon 2009 przez FIA doprowadziły do ukształtowania się nowego rozkładu sił w Formule 1. Zespoły, które w sezonie 2008 były pochłonięte rywalizacją o najwyższe lokaty (McLaren, Scuderia Ferrari, BMW Sauber) zaczęły borykać się z problemem niezawodności i osiągania dobrych wyników, natomiast zespoły, które do tego czasu nie liczyły się w walce o tytuły (Red Bull Racing i Brawn GP) stały się pretendentami do zdobycia mistrzostwa. Głównymi kierunkami zmian były: ograniczenie docisku generowanego przez kształt aerodynamiczny bolidu i próba wyrównania strat przez przywrócenie opon typu slick (które powróciły po 11 latach), które poprawiały docisk mechaniczny. Zabroniono używania jakichkolwiek lotek i innych elementów poprawiających aerodynamikę, natomiast poszerzono przednie skrzydło oraz zwężono i wyżej umieszczono tylne. Zmiany te miały doprowadzić do ułatwienia wyprzedzania podczas wyścigu, gdyż dotychczas kierowca jadący za innym bolidem tracił przyczepność, która generowana była głównie przez aerodynamikę pojazdu.
Kolejna ze zmian miała okazać się rewolucyjna, system KERS (ang. Kinetic Energy Recovery System – system odzyskiwania energii kinetycznej) z założenia miał ułatwiać kierowcom wyprzedzanie, a zdaniem kierowców służy do obrony pozycji. System KERS jest zasilany energią uzyskiwaną podczas hamowania bolidu. Na sezon 2009 przyjęto normę wykorzystania około 83 KM przez 6 sekund na każdym okrążeniu. System ten jednak okazał się pożyteczny głównie jako obrona przy atakach innych kierowców, szczególnie przydatna na długich i prostych odcinkach. Ze względu jednak na koszty rozwijania tej technologii oraz problemy z prawidłowym zbalansowaniem masy auta (KERS waży około 30 kg) zespoły zrezygnowały ze stosowania KERSu na sezon 2010. System ten jest używany ponownie od sezonu 2011 oraz jest nieobowiązkowy podobnie jak w sezonie 2009.
Dodatkową nowinką od sezonu 2011 jest system DRS. System ten polega na uniesieniu górnej lotki skrzydła, tak aby powietrze łatwiej opływało bolid, co oznacza zwiększenie prędkości maksymalnej auta w wyniku czego ułatwia wyprzedzanie na torach o długich prostych. Może być używany tylko w wyznaczonych do tego odcinkach toru.
Zmiany w Formule 1 dążą do ograniczenia budżetów poszczególnych zespołów. Konflikt na linii Międzynarodowa Federacja Samochodowa – Związek Zespołów Formuły 1 (FOTA) został wywołany sporem o wysokość budżetu na sezon 2010. Regulacja finansów to nie jedyna planowana wówczas zmiana. Od sezonu 2010 zmienione zostały reguły przeprowadzania kwalifikacji przed każdym wyścigiem. Zrezygnowano z tankowania bolidów w trzeciej części kwalifikacji taką ilością paliwa, z jaką wystartują do wyścigu. Zniesione zostało też całkowicie tankowanie aut podczas samego wyścigu, a także stosowanie zaawansowanych technologicznie (w związku z tym drogich) kołpaków mających na celu poprawienie chłodzenia hamulców.
Do zmian w sezonie 2010 dołączyły również: nakaz korzystania z ręcznych podnośników bolidu używanych podczas zmiany opon (redukcja kosztów rozwijania zaawansowanego sprzętu obsługi) oraz zmiana szerokości przednich opon, co miało przywrócić odpowiedni balans samochodu po rewolucyjnych zmianach dotyczących aerodynamiki.

### Era hybrydowa
Od sezonu 2014 wprowadzono nową generację silników napędzających bolidy Formuły 1. Są to turbodoładowane V6 o pojemności 1,6 litra wspierane przez układ elektryczny. Wycofano także system KERS, który mógł posiadać maksymalną moc 61 kW i dostarczać ją do kół tylko przez 7 sekund na okrążenie na rzecz układów odzyskiwania energii cieplnej (MGU-H) i odzyskiwania energii kinetycznej (MGU-K). Zrezygnowano jednocześnie z manualnego włączania układu przez kierowcę na rzecz sterowania komputerowego.
Również od sezonu 2014 zaczęła się wyraźna dominacja zespołu Mercedesa, który aż do sezonu 2021 był niepokonany w obu klasyfikacjach. Mistrzowskie tytuły dla zespołu zdobywali Lewis Hamilton (2014-2015, 2017-2020) oraz Nico Rosberg (2016). Dopiero rok 2021 przyniósł zmianę, gdy Mistrzem Świata został Max Verstappen.
W sezonie 2018 w celu dalszej poprawy bezpieczeństwa kierowców wprowadzono system Halo. Ma on na celu znaczną poprawę ochrony głowy kierowcy. Jeszcze w tym samym roku podczas Grand Prix Belgii doszło do bardzo groźnie wyglądającego wypadku, który udowodnił przydatność nowego systemu ochronnego.

### Od 2022
W sezonie 2022 doszło do kolejnej wielkiej rewolucji technicznej – w jej wyniku bolidy generują docisk, wykorzystując efekt przypowierzchniowy, zamiast używania bardzo skomplikowanych powierzchni aerodynamicznych. Celem tych zmian było wyeliminowanie tzw. brudnego powietrza, które znacząco utrudniało podążanie bezpośrednio za innym kierowcą w szybkich zakrętach. W nowej rzeczywistości najlepiej odnalazł się zespół Red Bull Racing, który zdobył oba mistrzowskie tytuły.
Równocześnie wprowadzono limity budżetowe, które znacząco ograniczają ilość pieniędzy, jakie zespoły mogą wydawać w trakcie sezonu. Ta zmiana ma uderzyć w największych graczy (Ferrari, Red Bull czy Mercedes) i zwiększyć atrakcyjność całego sportu.
Na rok 2026 planowana jest kolejna duża zmiana, której celem będzie uproszczenie stosowanych obecnie silników hybrydowych.

## Samochody i technologia

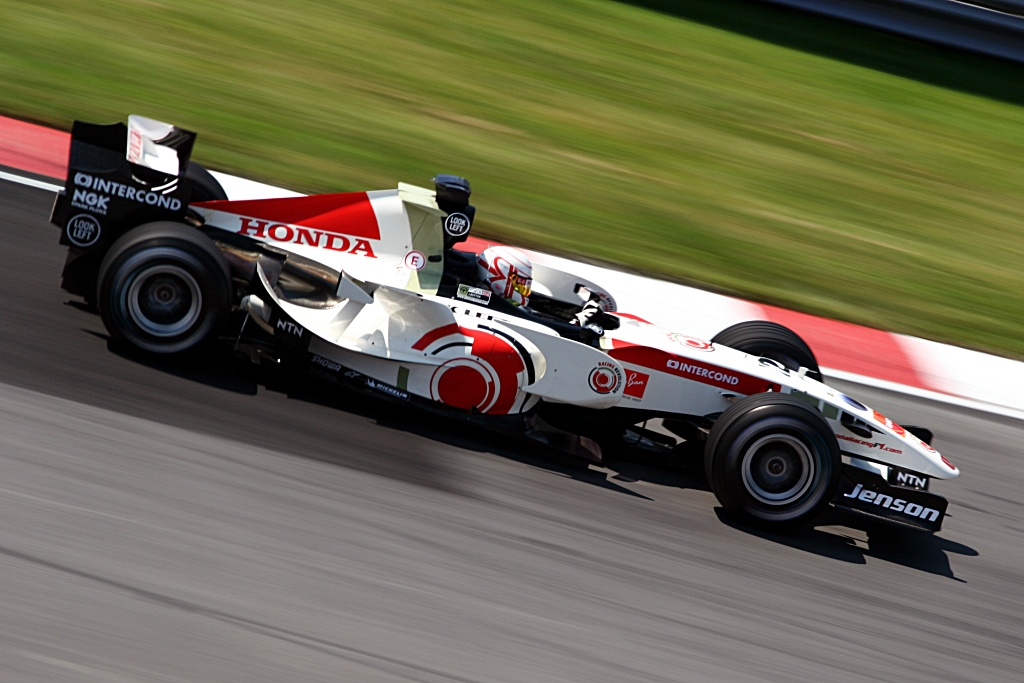
Jenson Button podczas Grand Prix Kanady 2006 – Honda RA106

Nowoczesne samochody Formuły 1 to jednomiejscowe pojazdy o otwartym nadwoziu, kołach wystających poza ich obrys i skrzydłach zamontowanych z przodu i z tyłu. Konstrukcja bolidu musi być zgodna z precyzyjnymi przepisami wydawanymi przez FIA. Nie jest to jednak główną przyczyną braku widocznych głębokich różnic w wyglądzie współczesnych bolidów. Dobre rozwiązania szybko się rozpowszechniają wśród zespołów, w efekcie czego, bolidy zostają zbliżane do innych. Działa to na zasadzie podobnej do doboru naturalnego. Pracownicy zespołów i inni wypatrują nowe pomysły konkurencji. Mimo że przepisy Formuły 1 uniemożliwiają sprzedaż konstrukcji danego zespołu (konstruktora) innemu zespołowi, zdarza się, że powiązane ze sobą zespoły mają podobne bolidy.
Silnik umieszczany jest tuż za fotelem kierowcy i stanowi integralną część podwozia, co oznacza, że z przodu jest do niego podłączony kokpit, a z tyłu skrzynia biegów wraz z tylnym zawieszeniem. Są to jednostki turbodoładowane V6 o pojemności 1,6 litra. Ich moc wynosi około 1050 KM (stare jednostki V10 miały moc bliską 900 KM), a ich obroty są ograniczone do 15000 na minutę. Wysilony silnik produkuje ok. 1100 kW ciepła, które musi być odprowadzone do atmosfery. Większość wytworzonego ciepła odprowadzana jest wraz ze spalinami, reszta poprzez chłodnice, które umieszczone są po bokach samochodu.
Samochody Formuły 1 używają półautomatycznych, sekwencyjnych skrzyń biegów z maksymalnie ośmioma biegami do przodu i jednym do tyłu (obowiązkowym) oraz biegu neutralnego. Kierowca daje sygnał zmiany biegów, używając łopatek umieszczonych za kierownicą. W zależności, z której strony łopatka zostanie pociągnięta, bieg zostaje zwiększony lub zredukowany. Dzięki takiemu rozwiązaniu kierowca ma możliwość zmiany biegów bez odrywania rąk od kierownicy.

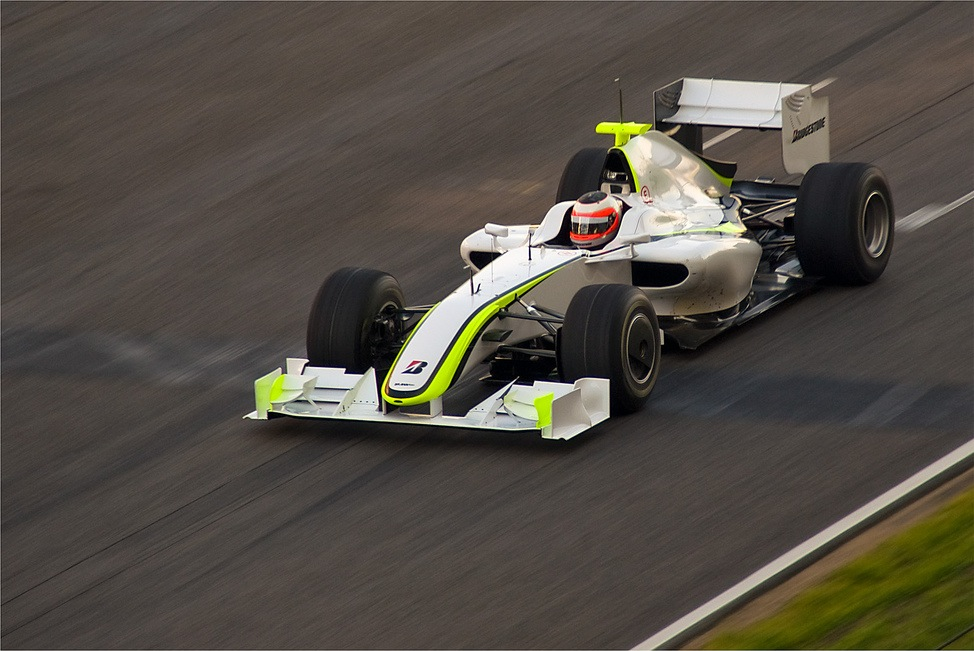
Bolid teamu Brawn GP – sezon 2009

Przepływ paliwa w bolidach jest ograniczony do poziomu 100 kilogramów na godzinę. Pomimo tak dużych ilości (w porównaniu do cywilnych aut), silniki te mają bardzo wysoką sprawność.
Dzięki coraz bardziej rozwiniętej technologii, bolidy Formuły 1 osiągają wyższe prędkości i lepsze przyspieszenia. Większość współczesnych bolidów ma następujące osiągi:
- 0–96 km/h (0–60 mil/h) w 2,3 sekundy
- 0–160 km/h (0–100 mil/h) w 3,6 sekundy
- 0–160–0 km/h (0–100 mil/h–0) w 6,6 sekundy (przyśpieszanie oraz późniejsze hamowanie)
- 290–0 km/h w (180 mil/h–0) w 3,5 sekundy (hamowanie)

Mimo wprowadzenia ciągłych zmian w przepisach, konstruktorzy poprawiają osiągi swoich samochodów, zwiększając moc silników i efektywność aerodynamiki. Nowe przepisy na sezon 2005 zredukowały siłę docisku o ok. 28%, z czego prawie całą odzyskano poprzez poprawę innych elementów. Od 2011 roku jedynym dostawcą opon do bolidów jest firma Pirelli. Podczas wyścigu poszczególne opony typu slick, mogą nagrzewać się do 145 stopni Celsjusza.

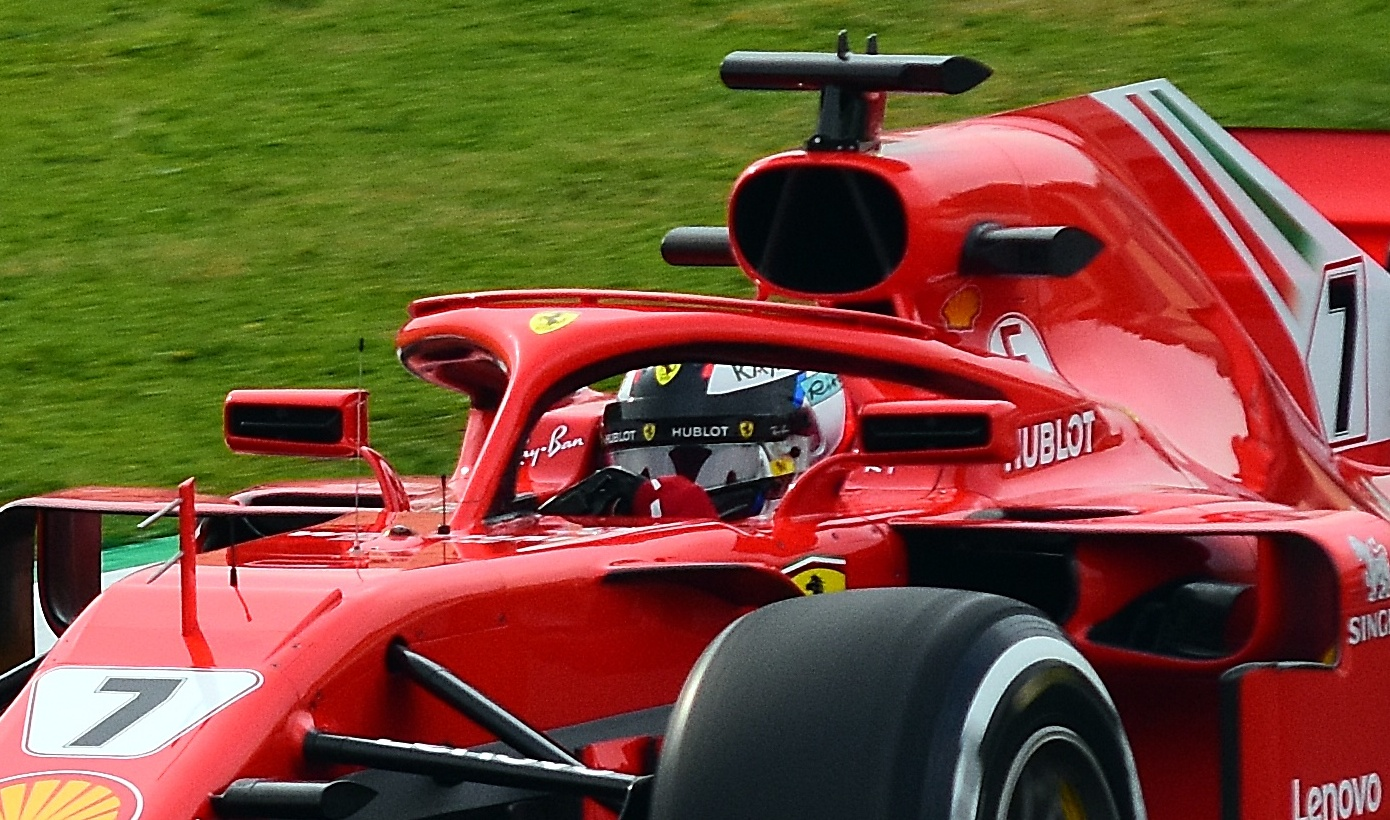
System Halo w bolidzie Ferrari

Kombinezon kierowcy jest wykonany z Nomeksu i aby mógł być dopuszczony do użytku musi wytrzymać temperaturę 850 stopni przez 35 sekund. Kask kierowcy bolidu to ważąca 1,2 kg ochrona głowy. 17 warstw sklejonych ze spiekanych włókien węglowych. Wytrzymuje temperaturę 850 stopni. Wizjer wytrzymuje test pocisku wystrzeliwanego z prędkością 500 km/h. Specjalne otwory w kasku składające się na skomplikowany system cyrkulacji powietrza zapewniają jego przepływ (w trakcie poruszania się bolidu) na poziomie 10 l/s.
Od sezonu 2018 każdy bolid posiada tzw. system Halo. Jest to tytanowy pałąk, który ma ochronić głowę kierowcy np. przed zderzeniem z kołem, które odpadło od innego auta.

## Konstruktorzy i kierowcy
W sezonie 1950, który był pierwszym oficjalnym sezonem Formuły 1, do rywalizacji stanęło osiemnaście zespołów, jednak ze względu na rosnące koszty wiele z nich wycofało się bardzo szybko.
W sezonie 2020 rywalizowało dziesięć zespołów, każdy jest reprezentowany przez dwóch kierowców. Ferrari to najdłużej startujący zespół. Jest to zespół fabryczny – podobnie jak Mercedes oraz Alpine. Red Bull Racing i Scuderia AlphaTauri są własnością austriackiego przedsiębiorstwa – firmy Red Bull. McLaren wchodzi w skład McLaren Group. Prywatnymi zespołami w stawce są Aston Martin, Williams, Alfa Romeo i Haas.

### Mistrzowie

#### Klasyfikacja mistrzowska kierowców
| Tytułów | Kierowca           |
| ------- | ------------------ |
| 7       | Michael Schumacher |
| 7       | Lewis Hamilton     |
| 5       | Juan Manuel Fangio |
| 4       | Alain Prost        |
| 4       | Max Verstappen     |
| 4       | Sebastian Vettel   |
| 3       | Ayrton Senna       |
| 3       | Nelson Piquet      |
| 3       | Niki Lauda         |
| 3       | Jackie Stewart     |
| 3       | Jack Brabham       |
| 2       | Emerson Fittipaldi |
| 2       | Graham Hill        |
| 2       | Alberto Ascari     |
| 2       | Fernando Alonso    |
| 2       | Mika Häkkinen      |
| 2       | Jim Clark          |
| 1       | Giuseppe Farina    |
| 1       | Jenson Button      |
| 1       | Keke Rosberg       |
| 1       | Kimi Räikkönen     |
| 1       | Nico Rosberg       |
| 1       | Phil Hill          |
| 1       | Denny Hulme        |
| 1       | John Surtees       |
| 1       | Mike Hawthorn      |
| 1       | Jochen Rindt       |
| 1       | James Hunt         |
| 1       | Mario Andretti     |
| 1       | Jody Scheckter     |
| 1       | Alan Jones         |
| 1       | Damon Hill         |
| 1       | Nigel Mansell      |
| 1       | Jacques Villeneuve |

#### Klasyfikacja mistrzowska konstruktorów
| Konstruktor | Liczba tytułów            |
| ----------- | ------------------------- |
| Ferrari     | 16 tytułów mistrza świata |
| McLaren     | 9 tytułów mistrza świata  |
| Williams    | 9 tytułów mistrza świata  |
| Mercedes    | 8 tytułów mistrza świata  |
| Lotus       | 7 tytułów mistrza świata  |
| Red Bull    | 6 tytułów mistrza świata  |
| Renault     | 2 tytuły mistrza świata   |
| Cooper      | 2 tytuły mistrza świata   |
| Brabham     | 2 tytuły mistrza świata   |
| Vanwall     | 1 tytuł mistrza świata    |
| BRM         | 1 tytuł mistrza świata    |
| Matra       | 1 tytuł mistrza świata    |
| Tyrrell     | 1 tytuł mistrza świata    |
| Benetton    | 1 tytuł mistrza świata    |
| Brawn GP    | 1 tytuł mistrza świata    |

## Grand Prix

### Ograniczenie liczby wyścigów
Zgodnie z porozumieniem Concorde Agreement, które obowiązywało do końca 2007 roku, maksymalna liczba Grand Prix w sezonie wynosiła 17. Liczba ta była już kilkukrotnie przekroczona od sezonu 2004. Za każdy dodatkowy wyścig zespoły dostają rekompensatę, muszą także wyrazić zgodę na ich organizację. Nowe porozumienie (obowiązujące po 2007 roku) ogranicza liczbę GP do 20 – stosowny zapis znalazł się już w regulaminie sportowym FIA na sezon 2008. Bernie Ecclestone przewidywał, że limit ten zostanie osiągnięty do sezonu 2010. Poinformował jednocześnie, że pięć różnych krajów stara się o organizację swoich wyścigów.
W przypadku coraz większej liczby chętnych do zorganizowania Grand Prix, nawet zwiększenie limitu do 20 wyścigów na rok może okazać się niewystarczające. Problem stanowią także zespoły, które niechętnie zgodzą się na dużą liczbę wyścigów. Ecclestone zaproponował rozciągnięcie obecnych ram sezonu (marzec-listopad) nawet do grudnia. Dzięki takiemu rozwiązaniu zwiększyłyby się przerwy pomiędzy poszczególnymi wyścigami. W tym wypadku zespoły miałyby mniej czasu na testy przedsezonowe, ale problem ten został częściowo rozwiązany wprowadzaniem pojedynczego dostawcy opon i ograniczenia możliwego do przejechania dystansu podczas testów do 30 tys. km rocznie.

Miejsca, w których są i były planowane Grand Prix Formuły 1

Z powodu wprowadzania w kolejnych państwach europejskich zakazów reklam wyrobów tytoniowych, coraz bardziej atrakcyjne staje się organizowanie Grand Prix poza starym kontynentem. Przykładami takiej tendencji mogą być Grand Prix Bahrajnu i Grand Prix Chin.

## Problemy związane z kosztami
Oświadczenie firmy Ford (byłego właściciela zespołu Jaguar Racing – obecnie Red Bull Racing) o wycofaniu się z Formuły 1 było traktowane jako dowód na potrzebę ograniczenia ponoszonych kosztów związanych z rywalizacją. Niektóre zespoły dysponują budżetami przekraczającymi 400 mln dolarów rocznie. Stawia to w trudnej sytuacji mniejsze zespoły, niemające tak dużego zaplecza technologicznego i finansowego. FIA postanowiła więc obniżyć koszty poprzez wprowadzenie kilku zmian w regulaminie.
W sezonach 2005–2008 jedna jednostka napędowa miała wystarczać na dwa kolejne weekendy Grand Prix, od sezonu 2009 zaś każdy kierowca ma do dyspozycji 8 jednostek na cały sezon, które może dowolnie rozdysponować. Od sezonu 2008 skrzynia biegów musi wytrzymać 4 kolejne wyścigi. Dodatkowo, od sezonu 2006 wprowadzone zostały jednostki napędowe V8 o pojemności mniejszej niż do tej pory – 2,4 litra. Ograniczano liczbę testów w ciągu sezonu, by w końcu w sezonie 2009 całkowicie z nich zrezygnować.
W roku 2021 wprowadzono Regulamin Finansowy, którego celem jest znaczące ograniczenie wydatków zespołów. Nowe przepisy testowano już w sezonie 2020, ale dopiero w sezonie 2021 przestrzeganie regulaminu stało się obowiązkowe. Główne założenie nowych przepisów to poddanie pod kontrolę FIA wszystkich wydatków zespołów i znacząca redukcja kosztów ponoszonych przez właścicieli. W 2021 roku zespół mógł wydać maksymalnie 145 mln USD, ale do limitu nie wliczają się m.in. pensje kierowców, wydatki na zakup silników czy pensje trzech najlepiej opłacanych pracowników. Regulamin przewiduje również kary za uchybienia, od reprymend i kar finansowych, po dyskwalifikacje w klasyfikacji Mistrzostw.